# Templo de San Francisco (Celaya)
El Templo de San Francisco de Asís, comúnmente llamado Templo de San Francisco es una iglesia católica en la ciudad mexicana de Celaya.

## Historia
Es confundido en ocasiones con la Catedral de Celaya, al estar ubicados una a lado de la otra sobre la Calzada de la Independencia de la ciudad.
Es uno de los templos más famosos de Celaya, junto a la Catedral de Celaya y el Templo del Carmen.
Este templo fue reconstruido entre los años 1683 y 1715. En diciembre de 1577, Martín de Ortega y su esposa María Magdalena de La Cruz, de los primeros fundadores de Celaya, donaron la imagen de la Purísima Concepción, traída de España. La época de mayor esplendor de la provincia franciscana de San Pedro y San Pablo fue en 1755 cuando contaba con tres grandes conventos (La Cruz en Querétaro, San Francisco en Celaya y San Bernardino de Siena en Valladolid) y más de trescientos religiosos.
El 12 de octubre de 1909, por gracia de Pío X fue coronada por el arzobispo Atenogenes Silva.
La fachada del convento, de estilo plateresco, es de dos niveles con pilastras decoradas con gárgolas; el patio interior está delimitado por una arquería de medio punto sobre pilastras molduradas y las del segundo nivel están rematadas por unos rostros que sobresalen de entre follajes. En el interior se aprecia el estilo barroco del siglo XVII.
Está localizado sobre la Calzada Independencia, en el centro histórico de la ciudad de Celaya y a un costado de la famosa Bola del Agua.